# The Hoose-Gow
The Hoose-Gow is een korte film uit 1929 met Laurel en Hardy in de hoofdrol, geregisseerd door James Parrott en geproduceerd door Hal Roach .

## Verhaal
Stan en Ollie zijn getuigen van een bankoverval. Ze worden echter gearresteerd op verdenking van betrokkenheid (ze zouden op de uitkijk hebben gestaan) en veroordeeld. De film begint met hun aankomst in de gevangenis met andere gevangen. Dit begint al slecht doordat ze vast komen te zitten in de politiebus.
Tijdens hun eerste ontmoeting met de gevangenisbewaker, die ze proberen te overtuigen van hun onschuld, probeert het duo te ontsnappen met een gekregen appel die over de gevangenismuur moet worden gegooid. Vrienden aan de andere kant van de muur gooien op dat teken een ladder over de muur die het duo kan gebruiken om eroverheen te klimmen. De gevangenisbewaker pakt de appel echter af en gooit deze zelf over de muur. Wanneer de ladder wordt gegooid neemt hij poolshoogte buiten de muren. De vrienden rennen weg en de bewaker sluit per ongeluk Stan en Ollie aan de andere kant op. Stan klopt vervolgens op de deur van de gevangenispoort om weer binnengelaten te worden. Ollie pakt hem beet en samen vluchten ze. De bewaker komt echter weer naar buiten en schiet op de twee. Hun daaropvolgende terugkeer wordt gekenmerkt door de vernedering en hun broeken die aan flarden liggen.
Stan en Ollie moeten daarna buiten de gevangenis onder strenge bewaking met andere gevangenen een taakstraf uitvoeren; het graven van een meterslange kuil voor een onbekend doel. Ze komen terecht in de eigenaardige dynamiek van het gevangenisleven die ze niet snappen. De medegevangenen nemen het duo op de hak met als hoogtepunt dat hen wordt verteld dat ze een eigen eettafel hebben. Dit is echter de tafel van de gevangenisbewaker. Als straf krijgen ze de opdracht een boom om te zagen voor brandhout voor de keuken. Ze hakken echter per ongeluk een wachttoren om, die op alle eettafels en de tent van de kok valt. Voordat de troep kan worden opgeruimd wordt aangekondigd dat de gouverneur een onverwachts werkbezoek komt afleggen. 
De gevangenen worden snel weer aan het werk gezet. En terwijl de directeur door de bewaker wordt rondgeleid over het terrein komt Stans pikhouweel per ongeluk terecht in de radiator van de auto van de gouverneur, die lek wordt geprikt. In een misplaatste poging om de situatie recht te zetten, proberen ze de schade te herstellen door de radiator te vullen met droge rijst, op advies van een medegevangene. Hun geïmproviseerde reparatie levert echter onverwachte gevolgen op als de rijst verandert in een chaotische uitbarsting die lijkt op rijstpudding, wat leidt tot een grillig rijstgooi-gevecht waarbij de bezoekende gouverneur en zijn gevolg betrokken zijn.

## Rollen
- Stan Laurel - Stan
- Oliver Hardy - Ollie
- Tiny Sandford - gevangenisbewaker
- James Finlayson - gouverneur
- Charlie Hall - bewaker in de wachttoren
- Leo Wilis - Leo
- Elinor Vanderveer - gast van de gouverneur
- Dick Sutherland - de kok